# هندسة تقليدية
الهندسة التقليدية تعرف أيضًا باسم الهندسة المتسلسلة هي عملية التسويق والتصميم الهندسي والتصنيع والاختبار والإنتاج حيث يتم تنفيذ كل مرحلة في عملية التطوير بصورة مستقلة، وحيث لا يمكن أن تبدأ المرحلة التالية ما لم تنته المرحلة السابقة. ومن ثم يكون تدفق المعلومات في اتجاه واحد، ولا يمكن ترحيل الأخطاء والتغييرات وعمليات التصحيح إلى بداية السلسلة إلا بعد الانتهاء من تلك السلسلة، مما يتسبب في قصور توقع التكاليف المقدرة. هذا الأمر من شأنه أن يسبب العديد من المشكلات، مثل استهلاك الوقت ذلك أن العديد من التعديلات التي تتم في كل مرحلة لا تضع اعتبارًا للمرحلة التالية. ولا تستخدم هذه الطريقة اليوم إلا نادرًا، حيث إن مفهوم الهندسة المتزامنة أكثر فعالية.
تعرف هذه الطريقة أيضًا باسم الهندسة المتتالية حيث تلقي كل مرحلة تطوير المرحلة القادمة إلى التي تليها.
تقود توقعات المبيعات عملية التصنيع التقليدية ذلك أن الشركات تحتاج إلى الإنتاج وإلى المخزون الاحتياطي لدعم هذا الإنتاج. ويعتمد التصنيع محدود الفاقد على مفهوم أن الإنتاج ينبغي أن يكون مدفوعًا بطلب ومتطلبات العملاء الفعلية. فبدلاً من دفع المنتج إلى السوق، يتم سحبه حسب احتياجات العملاء الفعلية.

مراحل الهندسة المتسلسلة:
1. البحث
2. التصميم
3. التصنيع
4. مراقبة الجودة
5. التوزيع
6. المبيعات

عيوب الهندسة المتسلسلة:
1. تعمل هذه العملية التدريجية المرتبة في شكل منظم على إضافة مرحلة المراقبة إلى المشروعات المعقدة، ولكنها بطيئة للغاية.
2. في الأسواق التي تسودها أجواء المنافسة الشديدة اليوم، قد تؤدي الهندسة المتسلسلة إلى حدوث أعطال وعيوب في المنتجات مما يترتب عليه فقد المبيعات.[1]